# Bailliage d'Oltigen
1412–1483
Entités précédentes :
- Seigneurie d'Oltigen

Entités suivantes :
- Bailliage d'Aarberg
- Bailliage de Laupen

Le bailliage d'Oltigen est un bailliage bernois qui a existé de 1412 à 1483. Il succède à la seigneurie d'Oltigen.

## Histoire
La seigneurie d'Oltigen appartient d'abord aux comtes d'Oltigen. En 1410, les sujets du seigneur Hugues Borcard de Montbéliard se rebellent et Berne s'empare de la seigneurie d'Oltigen. À la suite d'un arbitrage, Berne obtient définitivement la seigneurie en 1412 et la transforme en bailliage.
Lors de la suppression du bailliage d'Oltigen en 1483, les basse-justices de Radelfingen et Grossaffoltern reviennent au bailliage d'Aarberg. Le reste du bailliage rejoint le bailliage de Laupen. Tout le territoire continue de dépendre de la juridiction de Zollikofen pour la haute-justice.